# The Glades
The Glades ou Homicides aux Everglades au Québec, est une série télévisée américaine totalisant 49 épisodes de 42 minutes chacun, créée par Clifton Campbell, diffusée entre le 11 juillet 2010 et le 26 août 2013 sur A&E.
Au Québec, la série est diffusée depuis le 13 septembre 2011 sur AddikTV, en Suisse, depuis le 17 septembre 2011 sur RTS Un, en France, entre le 28 janvier 2012 et le 18 juillet 2015 sur M6 puis rediffusée dès le 8 octobre 2012 sur W9 (saison 1), à partir du 15 janvier 2014 sur TF6 (saisons 1 à 3), depuis le 25 décembre 2015 sur Série Club, dès le 24 novembre 2016 sur Paris Première et à partir du 14 mai 2019 sur RMC Story.

## Synopsis
Accusé à tort d'avoir eu des relations sexuelles avec l'épouse de son capitaine, ayant été indemnisé après avoir reçu une balle dans les fesses tirée par celui-ci, le très efficace et opiniâtre détective Jim Longworth est muté de la police de Chicago à celle de Palm Glade, une petite ville de Floride. Mais cette ville tranquille où la criminalité est quasiment inexistante n'est pas exactement ce qu'elle semble être…

## Distribution

### Acteurs principaux
- Matt Passmore (VF : Jérôme Rebbot) : Jim Longworth
- Kiele Sanchez (VF : Charlotte Marin) : Callie Cargill
- Carlos Gómez (VF : Philippe Catoire) : Dr Carlos Sanchez
- Michelle Hurd (VF : Élisabeth Fargeot) : Colleen Manus
- Uriah Shelton (VF : Tom Trouffier) : Jeff Cargill
- Jordan Wall (en) (VF : Fabrice Fara) : Daniel Green

### Acteurs récurrents
- Robin Riker (VF : Marion Game) : Jody Cargill (saisons 1 et 4)
- Rachael Carpani (VF : Valérie Nosrée) : Heather Thompson (saison 1)
- Jennifer Siebel Newsom (VF : Véronique Borgias) : Stephanie Chapman (saison 1)
- Clayne Crawford (VF : Boris Rehlinger) : Ray Cargill (saisons 1 et 2)
- Matthew Horohoe (VF : Thierry Bourdon) : Jason Elkins (saisons 1 et 3)
- Natalia Cigliuti (VF : Pamela Ravassard) : Lieutenant Samantha « Sam » Harper (saison 2)
- Coby Ryan McLaughlin (VF : Fabien Jacquelin) : Dr Ben Avery (saison 2)
- Taylor Cole (VF : Chloé Berthier) : Jennifer Starke (saison 3)
- Nicholas Richberg (VF : Gilduin Tissier) : Collier Weiss (saison 3)
- Kayla Mae Maloney (VF : Geneviève Doang) : Dr Miranda Buckley (saisons 3 et 4)
- Ed Asner (VF : Richard Leblond) : Dr Ted Hardy (saison 4)
- Rick Fox (VF : Pierre-François Pistorio) : Darius Locke (saison 4)
- Jordi Vilasuso (en) (VF : Jean-Alain Velardo) : Tony Morales (saison 4)
- Corbin Bernsen (VF : Philippe Peythieu) : Michael Longworth (saison 4)
- Marilu Henner (VF : Brigitte Virtudes) : Joan Longworth (saison 4)

- Version française
  - Société de doublage : VF Productions[10],[11]
  - Direction artistique : Barbara Delsol[10],[11]
  - Adaptation française : Daniel Danglard, Alain Berguig, Marc Seclin, Laurence Duseyau, Anne Zuili, Frédéric Espin[11]

Sources VF : RS Doublage et Doubage Séries Database

## Production

### Développement
Le 5 novembre 2009, A&E commande un pilote de la série sous le titre Sugarloaf (trad. litt. : « Pain de sucre ») avec Matt Passmore dans le rôle-titre. Le 18 du même mois, Kiele Sanchez, Carlos Gómez et Uriah Shelton décrochent des rôles principaux.
Satisfaits du pilote, la série est commandée le 24 février 2010. La série prend son titre actuel à la mi-avril, puis Michelle Hurd, présente à partir du deuxième épisode, est promue à la distribution principale.
La série opérait du placement de produit, comme on peut le constater au cours de la saison 2 (épisodes 12 et 13, notamment, durant lesquels les personnages font ouvertement la promotion de voitures de la marque KIA).
Le 30 août 2013, la série a été annulée.

### Tournage
La série est tournée dans un ancien entrepôt de tapis à Pembroke Park en Floride, ce qui en fait la deuxième série, après Burn Notice, à être filmée exclusivement dans l'État,.

### Fiche technique
- Titre original et français : The Glades
- Titre québécois : Homicides aux Everglades
- Création : Clifton Campbell
- Musique : Danny Lux
- Production exécutive : Clifton Campbell et Gary Randall
- Sociétés de production : Fox Television Studios, Grand Productions et Innuendo Productions
- Sociétés de distribution : A&E (chaîne de télévision)A&E (États-Unis), M6 Métropole Télévision (France)
- Pays d'origine : États-Unis
- Langue originale : anglais
- Format : couleur - 1,78:1 - son Dolby Digital
- Genre : drame policier
- Durée : 42 minutes

### Diffusion internationale
- En version originale
  -  États-Unis,  Canada : 11 juillet 2010 sur A&E ;
  -  Canada : 4 mai 2012 sur CHCH / CHEK / CJNT (saisons 1 et 2)

- En version française
  -  Québec : 13 septembre 2011 sur AddikTV ;
  -  Suisse : 17 septembre 2011 sur TSR1 ;
  -  France : 28 janvier 2012 sur M6.

## Épisodes
| Saison | Saison | Nombre d'épisodes | Jour et heure de diffusion | Diffusion originale sur A&E | Diffusion originale sur A&E | Année | Audience moyenne (en millions) | Audience moyenne (en millions) | Audience moyenne (en millions) |
| Saison | Saison | Nombre d'épisodes | Jour et heure de diffusion | Début de saison             | Fin de saison               | Année | Première                       | Finale                         | Moyenne                        |
| ------ | ------ | ----------------- | -------------------------- | --------------------------- | --------------------------- | ----- | ------------------------------ | ------------------------------ | ------------------------------ |
|        | 1      | 13                | Dimanche 22 h              | 11 juillet 2010             | 3 octobre 2010              | 2010  | 3.55                           | 2.69                           | 3.10                           |
|        | 2      | 13                | Dimanche 22 h              | 5 juin 2011                 | 5 septembre 2011            | 2011  | 3.01                           | 2.38                           | 2.60                           |
|        | 3      | 10                | Dimanche 21 h              | 3 juin 2012                 | 12 août 2012                | 2012  | 3.11                           | 3.10                           | 3.00                           |
|        | 4      | 13                | Lundi 21 h                 | 27 mai 2013                 | 20 août 2013                | 2013  | 3.26                           | 3.41                           | 2.60                           |

## Accueil

### Audiences

#### Aux États-Unis
L'épisode pilote a réuni 3,55 millions de téléspectateurs, ensuite les audiences se situent aux alentours des 3 millions de fidèles.
Audiences américaines moyennes par saison*

#### En France
La série diffusée le samedi soir sur M6, a réalisé un bon démarrage en réunissant 4,17 millions de téléspectateurs ensuite la série rassemble en moyenne 3 millions de fidèles.
Audiences françaises moyennes par saison*
Source audiences moyenne : Fan2TV,